# Wild Spice
Wild Spice è un brano musicale di Masami Okui pubblicato come singolo il 9 agosto 2006 dalla evolution. Il singolo è arrivato alla ottantaduesima posizione nella classifica settimanale Oricon. Il brano è stato utilizzato come sigla d'apertura per la serie televisiva anime Muteki! Kanban Musume.

## Tracce
CD singolo EVCS-0008
1. WILD SPICE
2. Lunatic Summer
3. WILD SPICE (off vocal version)
4. Lunatic Summer (off vocal version)

Durata totale: 18:21

## Classifiche
| Classifica (2006)                        | Posizione più alta |
| ---------------------------------------- | ------------------ |
| Giappone (Classifica settimanale Oricon) | 82                 |